# Живой Трибунал
Живо́й Трибуна́л (англ. Living Tribunal) — вымышленное космическое существо, появляющееся в американских комиксах, издаваемых компанией Marvel Comics. Персонаж был создан Стэном Ли, Мари Северин и Хербом Тримпе и впервые появился в комиксе Strange Tales #157 (июнь, 1967).

## История публикаций
Живой Трибунал дебютировал в сюжетной линии под названием «Пески смерти» в Strange Tales #157-163 (июнь-декабрь, 1967), дав мистическому герою Доктору Стрэнджу ограниченное время, чтобы доказать, что Земля достойна спасения. Став, по всей видимости, верховной властью во Вселенной Marvel, этот персонаж несколько раз появлялся на протяжении многих лет, включая What If #32 (апрель, 1982), Rom #41 (апрель, 1983) и Secret Wars II #6 (декабрь, 1985). Живой Трибунал раскрыл ключи к разгадке своей истинной цели и природы в Silver Surfer vol. 3 #31 (декабрь, 1989).
После непродолжительного появления в роли наблюдателя в Guardians of the Galaxy #16 (сентябрь, 1991) и Quasar #26 (сентябрь, 1991) персонаж сыграл значительную роль в ограниченном сериале Infinity Gauntlet #1-6 (июль-декабрь, 1991), Warlock and the Infinity Watch #1 (февраль, 1992) и DC vs. Marvel #1-4 (апрель-май, 1996). Роль Живого Трибунала была расширена в She-Hulk vol. 2 #12 (ноябрь, 2006).
Живой Трибунал фигурировал в сюжетной линии Marvel: The End (2003). Персонаж также появился в сюжетной линии Time Runs Out и сражался с Beyonders

## Биография
Живой Трибунал — существо, контролирующее и поддерживающее баланс в реальностях, составляющих Мультивселенную Marvel Comics, включая основную вселенную и все остальные альтернативные вселенные . Он служит судьей этих реальностей.
Впервые с этим персонажем сталкивается Доктор Стрэндж, когда тот объявляет о своем намерении уничтожить Землю из-за его потенциала зла. После серии испытаний Доктору Стрэнджу удается убедить Живого Трибунала в том, что добро тоже существует, и Земля оказывается спасена. Трибунал снова появляется перед галадорским космическим рыцарем Ромом. Затем, ненадолго появляется вместе с остальными представителями космической иерархии, когда дискутирует с Потусторонним и показывает бывшему вестнику Галактуса (Серебряному Сёрферу), что его три лица представляют «Справедливость» (лицо с капюшоном), «Месть» (частично скрытое лицо) и «Необходимость» (полностью скрытое лицо). Четвертая сторона головы Живого Трибунала — пустота, причем существо утверждает, что космическое существо Чужак когда-то существовала как эта часть Трибунала. Персонаж также становится свидетелем триумфа героя Квазара, выступающего в роли аватара космической существо Бесконечности, над злодеем Водоворотом, который действует от имени существа, по имени Обливион.
Во время DC vs. Marvel., Трибунал объединился со Спектром, чтобы спасти свои миры от попыток двух космических братьев уничтожить одну из двух вселенных. С помощью Аксесса они создали мультиверс Амальгама путем слияния двух мультиверсов, чтобы «выиграть немного времени». Поскольку новая мультивселенная Амальгама оказалась нестабильной, прежние мультивселенные были восстановлены. Борьба «Братьев» продолжается до тех пор, пока усилия Бэтмена и Капитана Америки направленные против них, не заставили их понять, что они оба «хорошо поработали», и мультивселенные были спасены.
Власть Живого Трибунала практически безгранична, так как существо не позволяет использовать Камни Бесконечности одновременно, хотя она остается подчинённой единой, даже более высокого существа, именуемой «Единым-Выше-Всех» (не путать с небесным, также называемым Единым над всеми (Целестиалом)). У этого существа есть представители, называемые Магистратами, которые выносят приговоры по запросу на чужих мирах, и она решила открыть Женщине-Халк ранее невидимое лицо «Необходимости» как отражение ее собственного лица, заявив, что это лицо — «Космическое зеркало, которое напоминает нам, что мы всегда должны судить других так, как мы хотели бы, чтобы судили нас самих».
Позже Железный Человек и Наблюдатель  находят на луне то, что кажется засохшим трупом Живого Трибунала, без каких-либо признаков того, кто убил существо.
Когда Желтый жакет отправился в Мультивселенную во время сюжета Time Runs Out, выяснилась причина его смерти: Живой Трибунал погиб, сражаясь с Потусторонними, когда пытался остановить уничтожение Мультивселенной Marvel.
Альтернативная версия Адама Уорлока позже заняла вакантное место Живого Трибунала по приказу Единого Выше-Всех (здесь он называется «Выше-Всех-Других»).
После того, как пожиратель миров Галактус превращается в разрушителя жизни, Лорд Хаос и Мастер Порядок решают, что это выведет космическую иерархию из равновесия, и обращаются к новому Живому Трибуналу с просьбой вынести решение. Однако, когда Трибунал принимает решение в пользу «нового баланса для нового космоса», Порядок и Хаос объединяют усилия, чтобы, похоже, убить существо. Позже Живой Трибунал воскресает и предстает перед судом Лорда Хаоса и Главного Порядка после поражения Первого Небесного свода.

## Силы и способности
Танос, владеющий Перчаткой Бесконечности, оценил силу Трибунала как наивысшую в обычной мультивселенской иерархии Marvel. Однако Трибунал также ссылался на высшее существо, которое значительно превосходит его собственную силу и был убит Потусторонними.
Живой Трибунал был воплощением Мультивселенной Marvel и совокупностью всех абстрактных существ в ней. Тем не менее, он уступает мультивселенскому воплощению Вечности и упоминался как внутренняя функция существа.

## Вне комиксов
- Кристофер Маркус и Стивен Макфили, сценаристы фильмов медиафраншизы «Кинематографическая вселенная Marvel» (КВМ) «Мстители: Война бесконечности» (2018) и «Мстители: Финал», рассказали, что изначально планировалось, что Живой Трибунал появится в первом фильме, в котором они бы судили Таноса за все преступления, которые он совершил против вселенной, в том числе за «Щелчок»[23][24].
- Живой Трибунал появляется в качестве камео в фильме «Доктор Стрэндж: В мультивселенной безумия» (2022)[25].